# アルファロメオ・レーシング
アルファロメオF1（Alfa Romeo F1 TEAM）は、2019年から2023年までスイスのレーシングコンストラクター「ザウバー・モータースポーツAG」が運営していたF1チーム。
F1界で活動しているチーム「ザウバー」が、筆頭スポンサーである自動車メーカー「アルファロメオ」のネーミングライツにより改称し、2019年にリニューアルして誕生した。
2026年からF1に参入するアウディとの戦略的パートナー契約を2022年10月に結んだことに伴い、アルファロメオとのパートナーシップは2023年で終了となった。

## 概要
2018年、1993年よりF1に参戦しているスイスのモータースポーツチーム「ザウバー」に、イタリアの自動車メーカー「アルファロメオ」がタイトルスポンサーとして参入しパートナーシップを締結。「アルファロメオ・ザウバーF1チーム」のエントリーで参戦を開始する。
そして翌2019年、ネーミングライツの形でコンストラクター名自体を変更し、『アルファロメオ・レーシング』の名称でエントラント登録をする。コンストラクター名の登録変更により「ザウバー」名義の戦績はリセットされ、新たに現行名での開始となるが組織の買収や譲渡は無く、これまで通り「ザウバー・モータースポーツAG」が運営する独立系チームとして活動している。
さらに2022年より、アルファロメオ・レーシングから『アルファロメオF1チーム』に変更し、製造者名も同名称から『アルファロメオ』のみに改めている。

## F1参戦シーズン

### 前史
1970年、カーレーサー ペーター・ザウバーが自身のチーム「ザウバー」を設立し、モータースポーツの分野で活動を開始。1993年よりF1に参戦する。
2018年、自動車メーカー『アルファロメオ』とタイトルスポンサーのパートナーシップを締結。「アルファロメオ・ザウバーF1チーム」のエントラント名でエントリー。エンジン供給はフェラーリが担当。マーカス・エリクソンとシャルル・ルクレールをドライバーに、コンストラクターズランキング8位を記録。シーズン終了後、エリクソンは降板しテストドライバーに起用。ルクレールはフェラーリに移籍した。

### 2019年

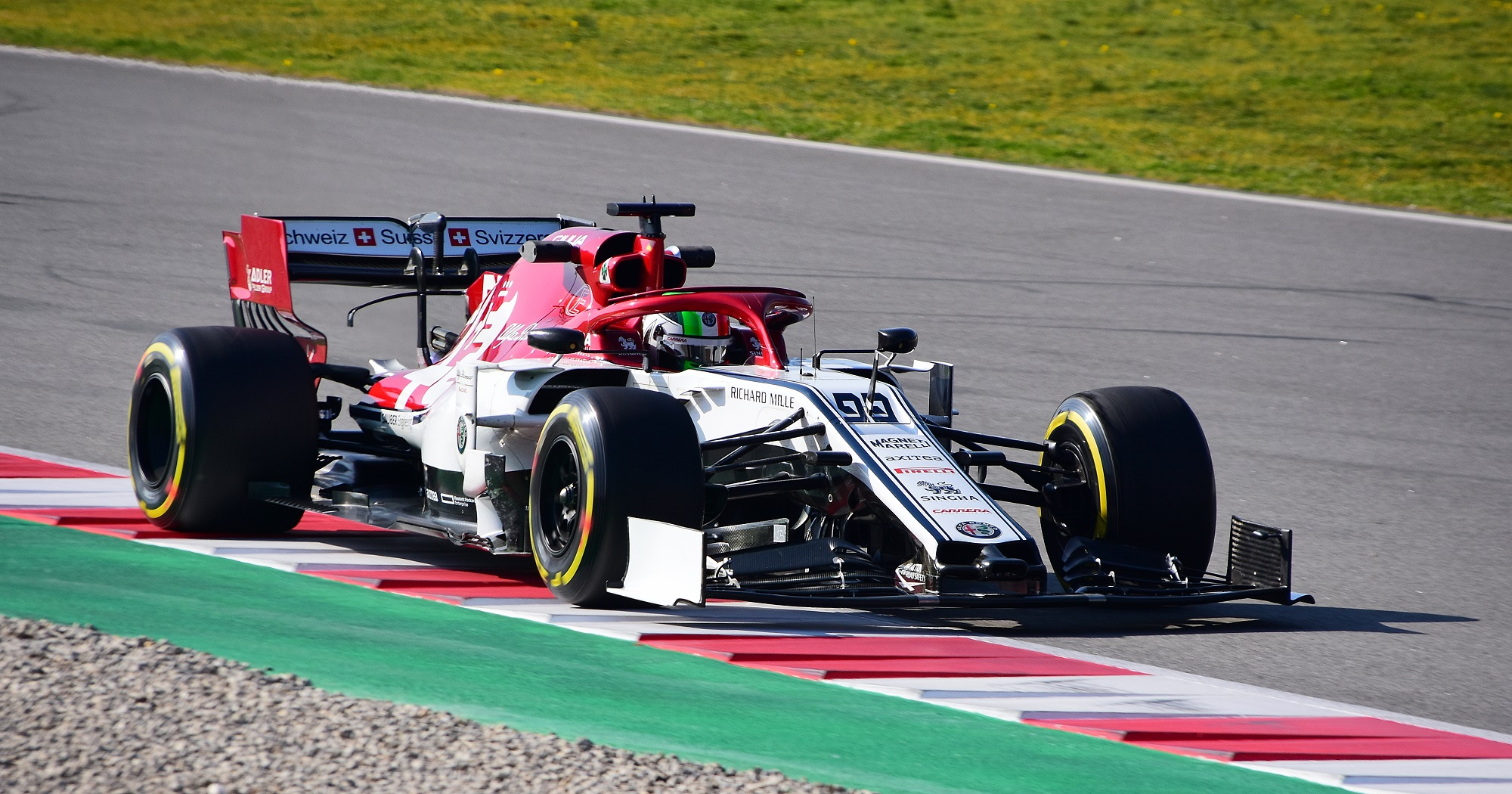
C38（2019年）

新たなドライバーラインナップは、2007年のワールドチャンピオン キミ・ライコネンがフェラーリから移籍し2001年以来のチーム復帰。チームメイトに2017年に2戦ザウバーから出場し、前年はザウバーのリザーブドライバーを勤めていたアントニオ・ジョビナッツィが昇格した。
そして長年のコンストラクター名「ザウバー」を今シーズンから『アルファロメオ・レーシング』に登録変更し、新たなチーム名で活動を開始する。F1マシンはザウバーの型式名を継承した C38 で、車体の一部にはザウバー エンジニアリングの名が刻印されている。エンジンもフェラーリからの供給を継続する。
第20戦ブラジルGPにて、4位・5位に入賞しシーズンベストリザルトを記録。これにより昨季を上回る57 ポイントを獲得したが、それでもドライバーズやコンストラクターズランキングでは、ほぼ横ばいの成績に終わっている。

### 2020年
運営元「ザウバー」の創立50周年を迎える。新たなリザーブドライバーに、BMWザウバー時代に優勝実績をもつロバート・クビサ（前ウィリアムズF1ドライバー）を起用。また、クビサをバックアップしているポーランドの石油企業『PKNオーレン』とタイトルスポンサーを締結し、チーム名「アルファロメオ・レーシング・オーレン」でエントリー。
今シーズンは前年までとは打って変わって、非常に厳しいシーズンであった。2019年シーズン後半からフェラーリ製PUの問題点が指摘され、その問題を回避したフェラーリPUが供給されることとなったが、その関係でPUの戦闘力は低下。さらに今季新型コロナウイルス感染症の影響に対応して追加の規定が導入された影響でPUのアップデートが実質禁止されてしまい、その点での戦闘力向上も見込めなかった、さらにライコネンのコメントによれば、シャシー側の戦闘力も前年型より低下し、僅か8ポイント獲得の成績に終わっている。しかもコンストラクター・ランキング8位はキープしたものの、7位とは99ポイントも差が開いた惨敗であった。これは当チームだけではなくフェラーリ製PUユーザーのチーム全般が低調であり、本家であるスクーデリア・フェラーリもランキング6位に低迷していた。

### 2021年
ライコネンの契約終了による彼の引退説や、PU供給を受けるフェラーリの育成部門のフェラーリ・ドライバー・アカデミー（FDA）所属のドライバーが起用されるのではないかとマスコミから噂されていたが、今期も引き続き両ドライバーを起用した。また、マシン名だが、本来は2021年から導入されるはずであった新規定のレギュレーションのマシンとして「C40」と命名する予定であったが、その導入が1年延期されたことやマシン開発においてそれを仮名称として使用し作業していたことから、入れ替えなどはせず、その次番となる「C41」を今季用のマシン名として使用している。
開幕戦でライコネンが11位完走を記録したため、コンストラクターズ暫定7位でスタートし、第5戦でジョビナッツィ、第6戦でライコネンがそれぞれ10位入賞を記録。この時点の成績ではコンストラクターズ暫定8位に位置していた。だが、昨年最下位のウイリアムズが第11戦でダブル入賞を記録したことにより9位へ転落。以後、ライコネンが8位入賞2回、ジョビナッツィが9位入賞を記録し、ポイントを加算したものの、コンストラクターズ8位のウィリアムズを上回れず、コンストラクターズ9位のままシーズンを終えた。この成績については、シーズン序盤に2022年型マシンの開発を優先すべく、2021年のマシン開発を早期に終了する予定とコメントしていたが、シーズン終了後のまとめとして、アップデートを行わなかった場合のリスクの過小評価とレースでの入賞のチャンスを逃したことでコンストラクターズ8位を維持できなかったと語っている。今シーズン限りでライコネンはF1を引退。ジョビナッツィもチームを去った。
なお第13戦オランダGP金曜日の終了後、ライコネンの新型コロナウイルスへの感染が発覚。土曜日以降と第14戦イタリアGPでは、リザーブドライバーのクビサが代役を務めた。
11月末、創業者ペーター・ザウバーから受け継ぎザウバー・ホールディングスの会長を務めていた、パスカル・ピッチが辞任。

### 2022年
レギュラードライバーを一新し、チャンピオンチームのメルセデスよりバルテリ・ボッタス、2022年シーズン唯一の新人となる周冠宇を迎えた。前年の経緯と異なり、2022年車はC40ではなく「C42」と名付けられた。10月26日に2026年からの新規定PUを搭載するパートナーとしてアウディとの提携を発表、ザウバーがアルファロメオを名乗るのは2023年までとなった。

### 2023年
ドライバーはボッタスと周が残留。新たなタイトルスポンサーとしてオンラインカジノの「ステーク」が付き（それまでのタイトルスポンサーだったオーレンはアルファタウリに移った）、新たなテクニカルディレクターとしてマクラーレンを離脱したジェームス・キーを迎えた。キーはザウバー時代の2012年以来の古巣復帰となる。チームは前年より厳しいシーズンを送り、アルファロメオとしての最終年をランキング9位で終えた。

## 戦績
| 年   | シャシー | エンジン                    | タイヤ | No. | ドライバー       | 1   | 2   | 3   | 4     | 5   | 6   | 7   | 8   | 9    | 10   | 11   | 12   | 13  | 14   | 15  | 16  | 17  | 18   | 19   | 20    | 21   | 22  | Pts. | WCC |
| ---- | -------- | --------------------------- | ------ | --- | ---------------- | --- | --- | --- | ----- | --- | --- | --- | --- | ---- | ---- | ---- | ---- | --- | ---- | --- | --- | --- | ---- | ---- | ----- | ---- | --- | ---- | --- |
| 2019 | C38      | フェラーリ 064 1.6L V6 t    | P      |     |                  | AUS | BHR | CHN | AZE   | ESP | MON | CAN | FRA | AUT  | GBR  | GER  | HUN  | BEL | ITA  | SIN | RUS | JPN | MEX  | USA  | BRA   | ABU  |     | 57   | 8位 |
| 2019 | C38      | フェラーリ 064 1.6L V6 t    | P      | 7   | ライコネン       | 8   | 7   | 9   | 10    | 14  | 17  | 15  | 7   | 9    | 8    | 12   | 7    | 16  | 15   | Ret | 13  | 12  | Ret  | 11   | 4     | 13   |     | 57   | 8位 |
| 2019 | C38      | フェラーリ 064 1.6L V6 t    | P      | 99  | ジョヴィナッツィ | 15  | 11  | 15  | 12    | 16  | 19  | 13  | 16  | 10   | Ret  | 13   | 18   | 18† | 9    | 10  | 15  | 14  | 14   | 14   | 5     | 16   |     | 57   | 8位 |
| 2020 | C39      | フェラーリ 065 1.6L V6 t    | P      |     |                  | AUS | STY | HUN | GBR   | 70A | ESP | BEL | ITA | TUS  | RUS  | EIF  | POR  | EMI | TUR  | BHR | SKH | ABU |      |      |       |      |     | 8    | 8位 |
| 2020 | C39      | フェラーリ 065 1.6L V6 t    | P      | 7   | ライコネン       | Ret | 11  | 15  | 17    | 15  | 14  | 12  | 13  | 9    | 14   | 12   | 11   | 9   | 15   | 15  | 14  | 12  |      |      |       |      |     | 8    | 8位 |
| 2020 | C39      | フェラーリ 065 1.6L V6 t    | P      | 99  | ジョヴィナッツィ | 9   | 14  | 17  | 14    | 17  | 16  | Ret | 16  | Ret  | 11   | 10   | 15   | 10  | Ret  | 16  | 13  | 16  |      |      |       |      |     | 8    | 8位 |
| 2021 | C41      | フェラーリ 065/6 1.6L V6 t  | P      |     |                  | BHR | EMI | POR | ESP   | MON | AZE | FRA | STY | AUT  | GBR  | HUN  | BEL  | NED | ITA  | RUS | TUR | USA | MXC  | SÃO  | QAT   | SAU  | ABU | 13   | 9位 |
| 2021 | C41      | フェラーリ 065/6 1.6L V6 t  | P      | 7   | ライコネン       | 11  | 13  | Ret | 12    | 11  | 10  | 17  | 11  | 15   | 1513 | 10   | 18   | WD  |      | 8   | 12  | 13  | 8    | 1218 | 14    | 15   | Ret | 13   | 9位 |
| 2021 | C41      | フェラーリ 065/6 1.6L V6 t  | P      | 88  | クビサ           |     |     |     |       |     |     |     |     |      |      |      |      | 15  | 1418 |     |     |     |      |      |       |      |     | 13   | 9位 |
| 2021 | C41      | フェラーリ 065/6 1.6L V6 t  | P      | 99  | ジョヴィナッツィ | 12  | 14  | 12  | 15    | 10  | 11  | 15  | 15  | 14   | 1315 | 13   | 13   | 14  | 138  | 16  | 11  | 11  | 11   | 1413 | 15    | 9    | Ret | 13   | 9位 |
| 2022 | C42      | フェラーリ 066/7 1.6L V6 t  | P      |     |                  | BHR | SAU | AUS | EMI   | MIA | ESP | MON | AZE | CAN  | GBR  | AUT  | FRA  | HUN | BEL  | NED | ITA | SIN | JPN  | USA  | MXC   | SÃO  | ABU | 55   | 6位 |
| 2022 | C42      | フェラーリ 066/7 1.6L V6 t  | P      | 77  | ボッタス         | 6   | Ret | 8   | 57    | 7   | 6   | 9   | 11  | 7    | Ret  | 1110 | 14   | 20† | Ret  | Ret | 13  | 11  | 15   | Ret  | 10    | 914  | 15  | 55   | 6位 |
| 2022 | C42      | フェラーリ 066/7 1.6L V6 t  | P      | 24  | 周               | 10  | 11  | 11  | 15Ret | Ret | Ret | 16  | Ret | 8    | Ret  | 14   | 16†  | 13  | 14   | 16  | 10  | Ret | 16   | 12   | 13    | 1213 | 12  | 55   | 6位 |
| 2023 | C43      | フェラーリ 066/10 1.6L V6 t | P      |     |                  | BHR | SAU | AUS | AZE   | MIA | MON | ESP | CAN | AUT  | GBR  | HUN  | BEL  | NED | ITA  | SIN | JPN | QAT | USA  | MXC  | SAP   | LVG  | ABU | 16   | 9位 |
| 2023 | C43      | フェラーリ 066/10 1.6L V6 t | P      | 77  | ボッタス         | 8   | 18  | 11  | 1816  | 13  | 11  | 19  | 10  | 1520 | 12   | 12   | 1213 | 14  | 10   | Ret | Ret | 810 | 1216 | 14   | Ret19 | 17   | 19  | 16   | 9位 |
| 2023 | C43      | フェラーリ 066/10 1.6L V6 t | P      | 24  | 周               | 16  | 13  | 9   | Ret12 | 16  | 13  | 9   | 16  | 1219 | 15   | 16   | 1315 | Ret | 14   | 12  | 13  | 914 | 1317 | 15   | Ret17 | 15   | 17  | 16   | 9位 |

- 太字はポールポジション、斜字はファステストラップ。(key)
- † : リタイアだが、90%以上の距離を走行したため規定により完走扱い。
- 右上の小数字はスプリントの順位。

## 車両ギャラリー
- パワーユニット型（2019年 - 2021年）

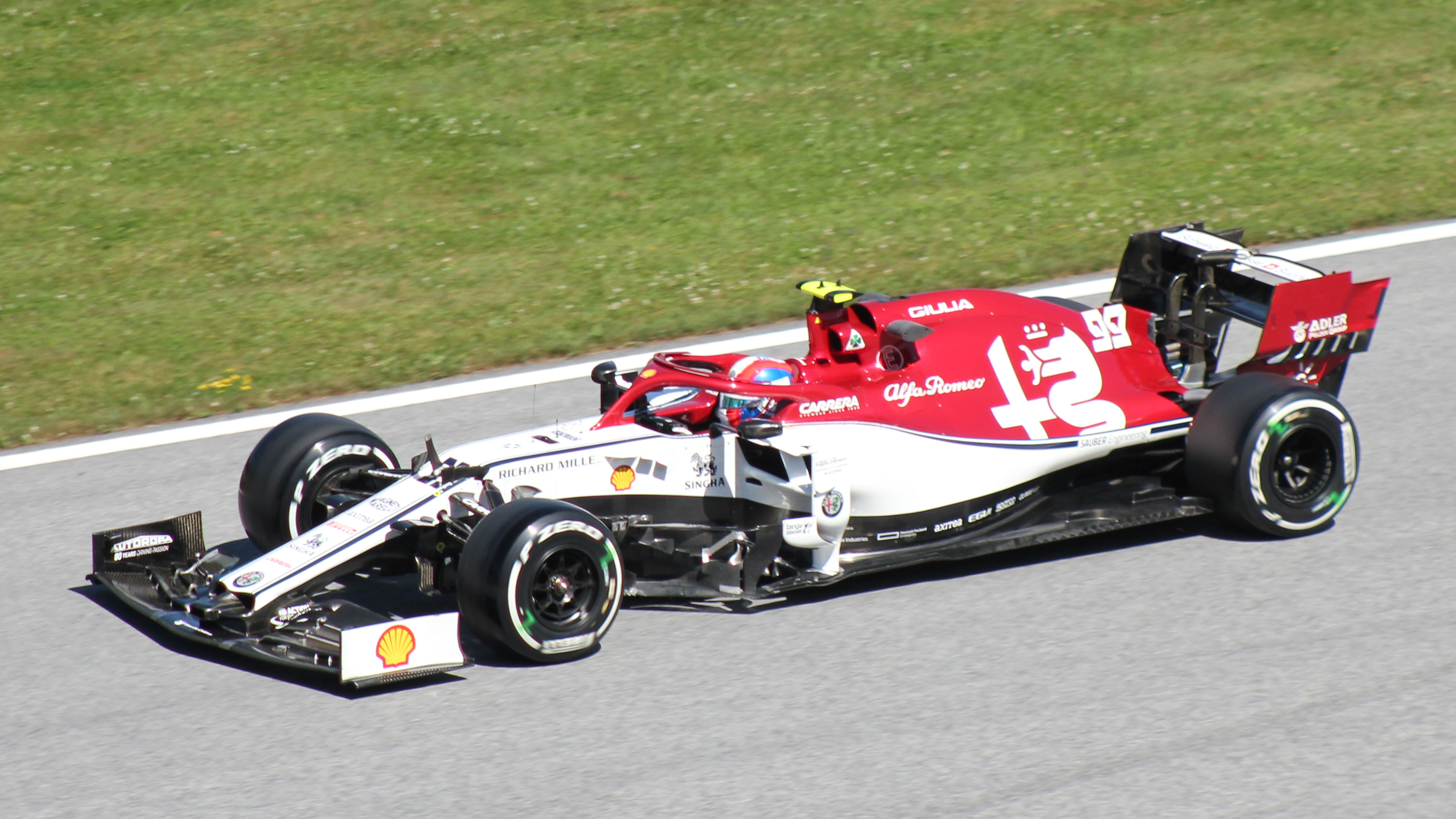
C38 フェラーリ
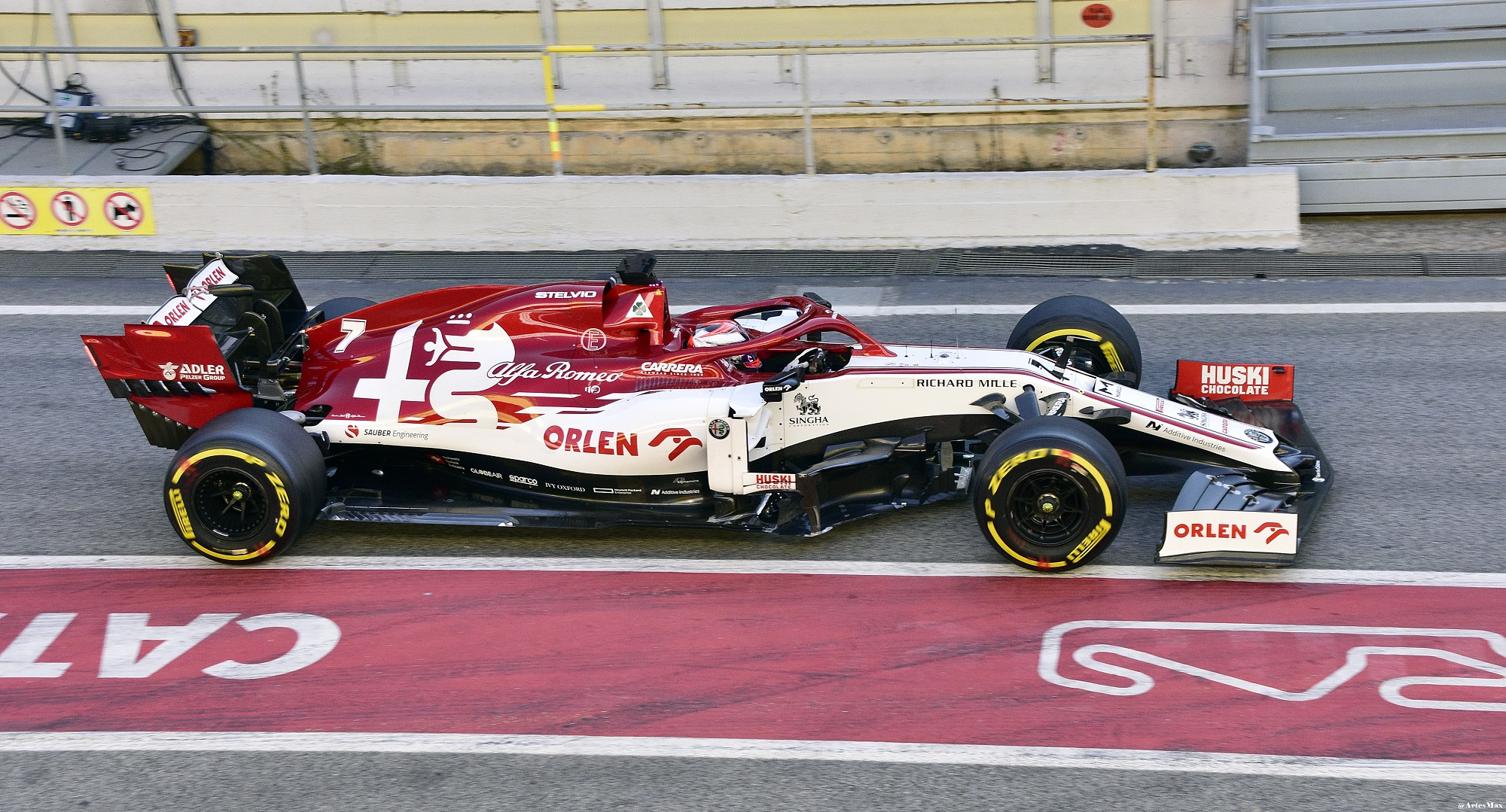
C39 フェラーリ
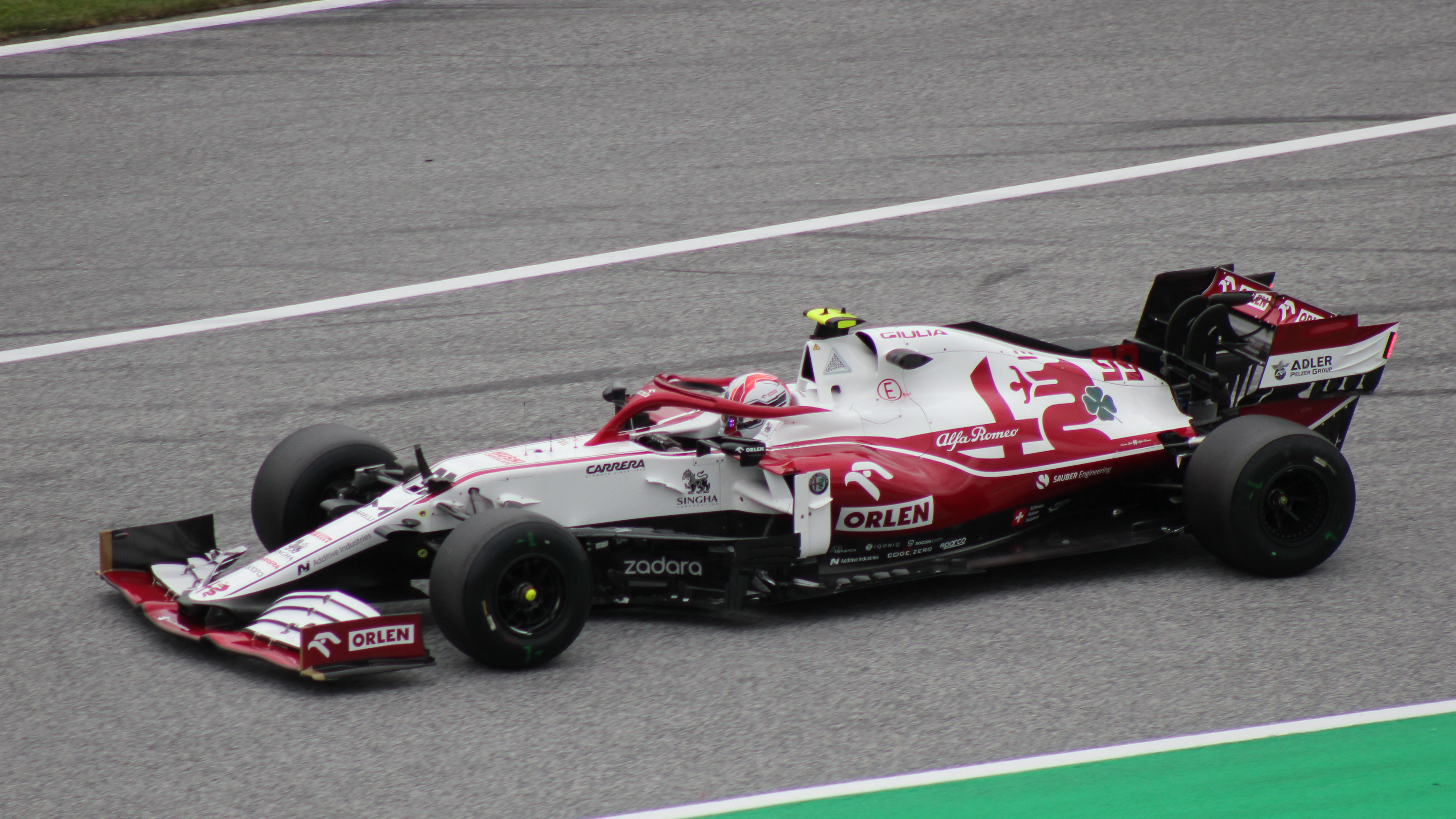
C41 フェラーリ

グラウンドエフェクト型（2022年 - 2023年）

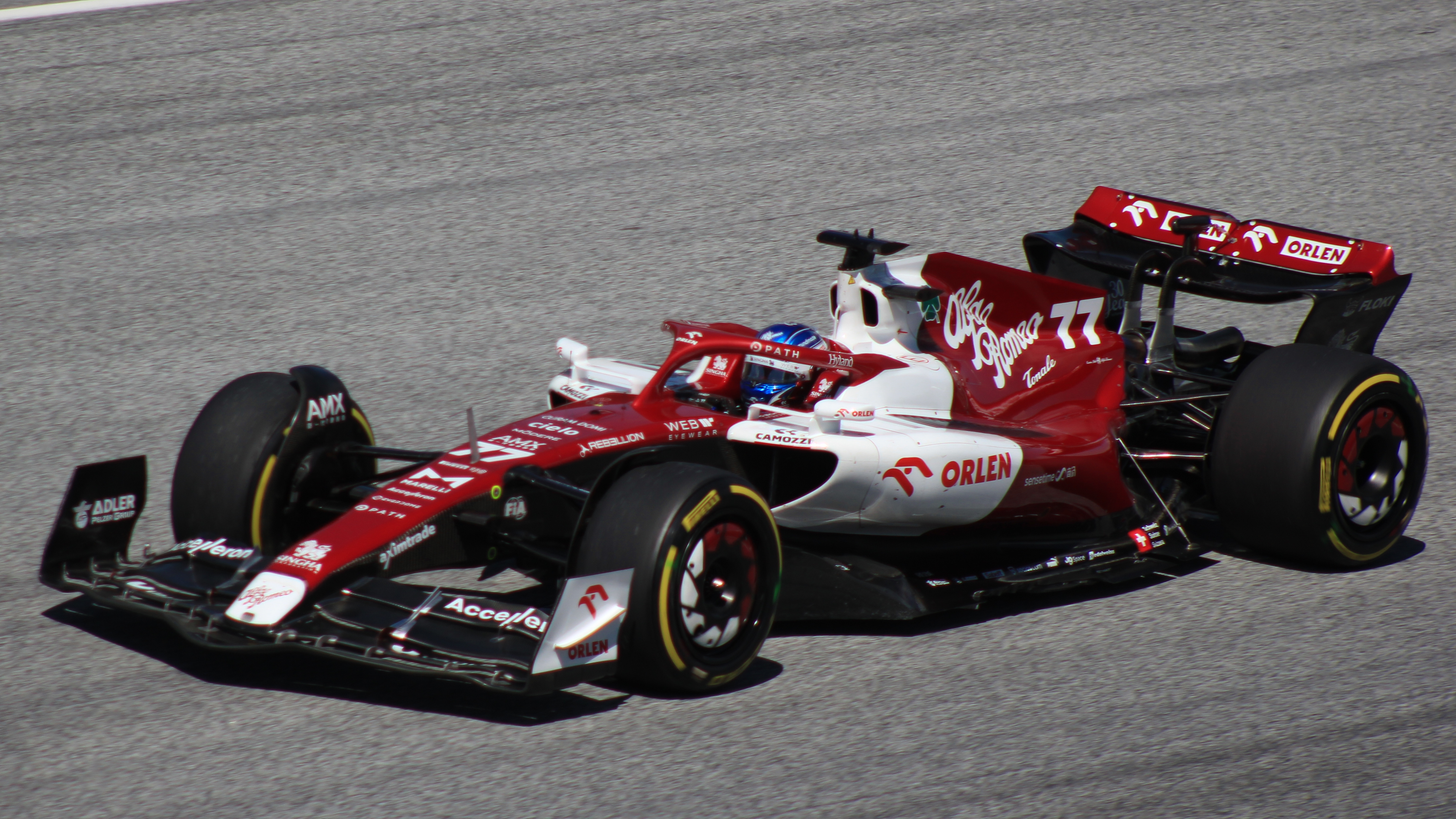
C42 フェラーリ
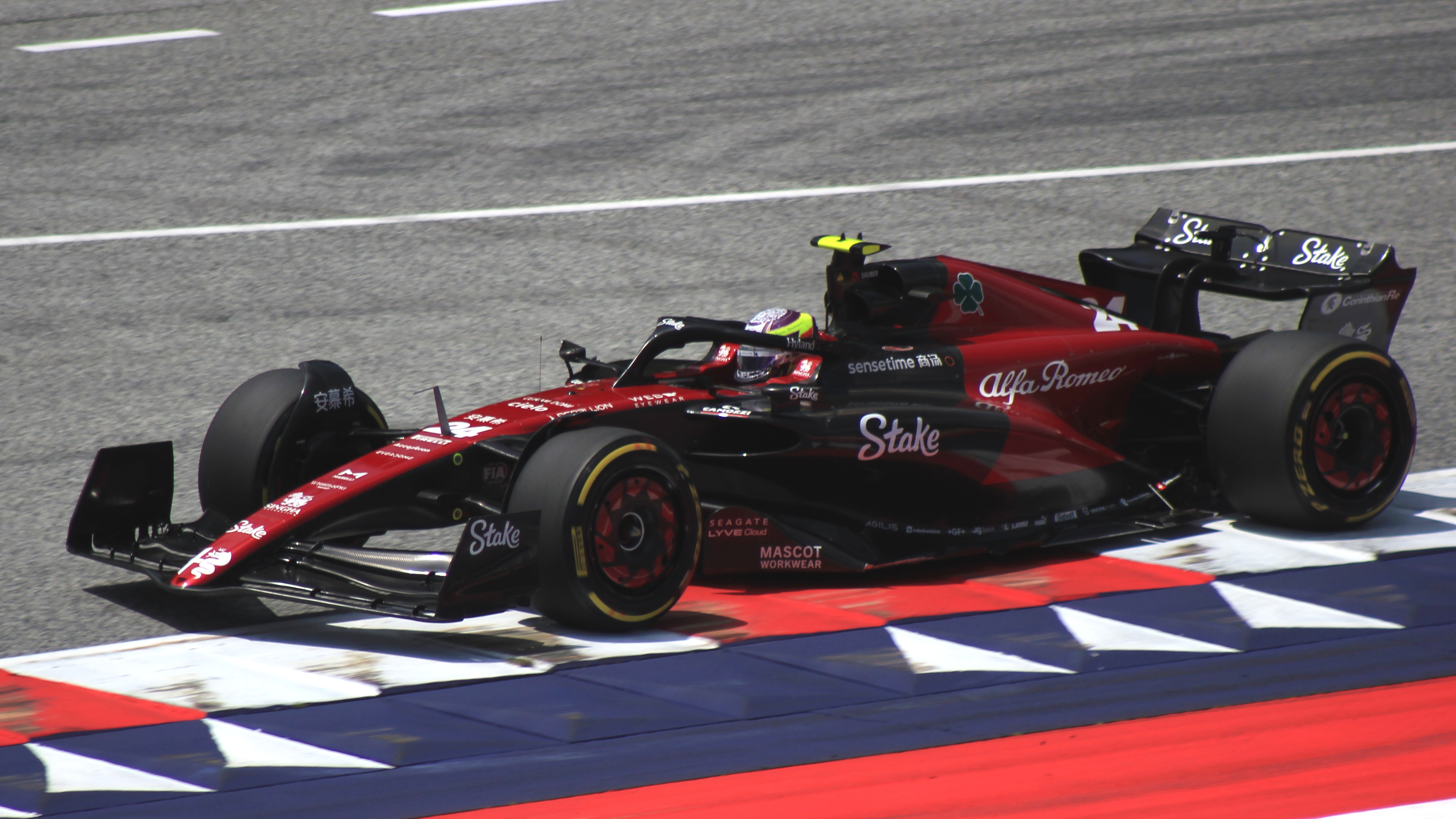
C43 フェラーリ